# Мухаммад Бакир Язди
Мухаммад Бакир Язди (перс. محمدباقر یزدی‎; XVI век – 1639 год) — иранский математик, известный своим вкладом в теорию чисел. Одним из достижений Язди является открытие пары дружественных чисел 9 363 584 и 9 437 056, что является частным случаем (при {\displaystyle n=7}) теоремы Сабита ибн Курры. Данное открытие было сделано задолго до работ Леонарда Эйлера, который внёс существенный вклад в изучение дружественных чисел в XVIII веке. Также он обобщил метод поиска равновесных чисел, который был ввёден Ибн Тахиром аль-Багдади, и привёл пример таких чисел {\displaystyle \sigma _{0}(87)=\sigma _{0}(247)=32}. 
Его главный труд — книга под названием «Источники арифметики» (араб. عيون الحساب‎). Его работы получили широкое распространение, их рукописные копии можно найти во многих библиотеках мира. Muslim Heritage называет его «последним известным исламским математиком» классической эпохи.